# Denis Rusu
Denis Rusu (Chișinău, 2 de agosto de 1990) es un futbolista moldavo que juega en la demarcación de portero para el AFC Unirea Slobozia de la Liga I.

## Selección nacional
Tras jugar con la selección de fútbol sub-21 de Moldavia, finalmente debutó con la selección absoluta el 9 de enero de 2020. Lo hizo en un partido amistoso contra Suecia que finalizó con un resultado de 0-1 a favor del combinado sueco tras el gol de Jordan Larsson.

## Clubes
| Club                     | País     | Año       | Partidos | Goles |
| ------------------------ | -------- | --------- | -------- | ----- |
| FC Rapid Ghidighici      | Moldavia | 2009-2014 | 60       | 2     |
| FC Zimbru Chişinău       | Moldavia | 2014-2017 | 83       | 0     |
| CSM Politehnica Iași     | Rumania  | 2018-2020 | 56       | 0     |
| ACS Viitorul Târgu Jiu   | Rumania  | 2020-2021 | 11       | 0     |
| CS Universitatea Craiova | Rumania  | 2021-2022 | 0        | 0     |
| FC Gloria Buzău          | Rumania  | 2023      | 8        | 0     |
| AFC Unirea Slobozia      | Rumania  | 2023-     | 54       | 0     |